# Shuri-ryu
Shuri-Ryu er en kampsport, der er udviklet af amerikaneren Robert Trias, som var den første person til at undervise i karate i USA i 1946. Shuri-Ryu blev indført til Danmark af Vitus Bilking i 1982. Der bliver undervist i stilarten i USA, dele af Europa og Sydamerika.

## Historie
Shuri-Ryu er blevet udviklet på baggrund af karate, der har sine rødder fra Okinawa omkring år 1912, og har forbindelse til Shuri-Te karate, som bl.a. er udviklet af Ankoh Itosu og Choki Motobu, som trænede med Hsing Yi Chuan og Tung Gee Hsing i byen Kume Mura. Tung Gee Hsing underviste Robert Trias, stilartens grundlægger i Hsing Yi og Shuri karate kempo.
Okinawan Shuri-ryu blev indført officielt i Danmark (Esbjerg) den 16. december 1982 af Vitus Bilking som senere stiftede en klub i Århus. Stilarten trænes i dag på Møn, København, Aarhus, Kolding, Esbjerg, Brovst  og Ringe.

## Teknikker
Ud over stød, slag, parader og spark består Shuri-Ryu også af ledlåse, fejninger, kast og kobudo (orientalske våben).
Shuri-ryu har også en lang serie af korte kombinationer. Disse inkluderer 26 ippons (kraft og form), 10 taezus (hastighed og kontinuerlighed), 30 kihons (kamp teknikker) og 8 sen-te bevægelser (tusind hånd teknikker)
Ud over dette er der mange andre øvelser bl.a. kata kumite, kime dachi kumite, frikamp og meget mere.

## Kata
Shuri-Ryu er kendetegnet ved sine yderst flotte og avancerede kataer (form øvelser). Kataer træner en i at bevæge sig.

## Bælter
10. kyu: Hvid Bælte
9. kyu: Hvid Bælte – 1 snip
8. kyu: Hvid Bælte – 2 snipper
7. kyu: Gul Bælte
6. kyu: Blå Bælte
5. kyu: Grøn Bælte
4. kyu: Violet Bælte
3. kyu: Brun Bælte
2. kyu: Brun Bælte – 1 snip
1. kyu: Brun Bælte – 2 snipper
1. Dan: -
2. Dan: |
3. Dan: |
4. Dan: |
5. Dan: |-Sort Bælte
6. Dan: |
7. Dan: |
8. Dan: |
9. Dan: |
10. Dan: -